# Forces royales air
Pour les articles homonymes, voir Forces aériennes royales.
Les Forces royales air sont la force aérienne du royaume du Maroc. Elles font partie des Forces armées royales du pays.

## Histoire
Fondée le 14 mai 1956, et disposant à l'origine d'hélicoptères et d'avions de transport d'origine française et américaine, les Forces royales air marocaines obtinrent leurs premiers avions à réaction de l'Union soviétique et la France en février 1961. Il s'agissait de douze MiG-17F deux MiG-15 UTI et 4 Il-28 Beagle, accompagnés par un premier groupe de cent instructeurs de l'Armée rouge et 24 CM-170R (Ex-AdA et Luftwaffe).
Mais durant la guerre des sables de 1963, l'Union soviétique soutint l'Algérie : cela conduisit à une rupture des relations avec Moscou. Depuis cette date, Paris et Washington sont les principaux fournisseurs du Royaume. En 1972, les Northrop F-5 Freedom Fighter ont été utilisés lors de la tentative de Coup d’État des aviateurs contre le roi Hassan II.
En 1978, les Forces aériennes royales ont participé à l'opération de libération des otages de Kolwezi, au Zaïre (aujourd'hui République démocratique du Congo), de Mobutu. Leurs escadrons parachutiste ont contribué à la reprise de la ville, qui était aux mains de la rébellion katangaise. En 1991, lors de l'opération tempête du désert en Irak, le Maroc a envoyé une unité symbolique pour renforcer la sécurité du roi Fahd d'Arabie saoudite. Aujourd'hui[Quand ?] elles possèdent 16 000 hommes[réf. nécessaire] (élite, commandos de l'air, pilotes, mécaniciens, surveillance, etc.) et sont suffisamment équipées et entrainées pour faire face à n'importe quelle menace d'agression contre le Maroc ou ses intérêts. Outre la surveillance du territoire marocain, les FAR sont tenues de réagir contre une agression au mur de défense, participent à la lutte anti-drogue, à la lutte contre l'immigration clandestine, à la lutte anti-acridien et incendie, aux opérations de maintien de la paix en Côte d'Ivoire, en Casamance, au Tchad, au Niger, et à la République démocratique du Congo.
De nombreux drones sont également achetés, tel le Predator ou le Heron.
De même, le Maroc, après l’Afrique du Sud, l’Egypte et le Nigeria, a intégré le cercle des pays africains constructeurs de drones militaires par une convention de partenariat entre le ministère de la défense marocaine et la société israélienne "BlueBird Aero Systems", détenue en partie par l’entreprise publique Israël Aerospace Industries, à la lumière d'une déclaration, publiée le 13 avril par la revue espagnole "Zona Militar", ou Ronen Nadir, l’ancien commandant de l’armée de l’air israélienne a affirmé qu’une unité de production d’aéronefs sans pilote (ASP) avait été établie au Maroc et qu’elle commencerait à fonctionner dans un avenir proche.
De plus, le Maroc a acquis le drone de reconnaissance et d’attaque chinois TB-001, également connu sous le nom de «Scorpion à deux queues». Doté d’une portée maximale de 8 500 km et d’une autonomie allant jusqu’à 40 heures, le drone TB-001 a été conçu à la fois pour des missions de surveillance et de frappes de précision, il dispose d’une configuration à deux moteurs et à deux queues, capable de transporter jusqu’à 1.500 kg de munitions. Ce drone opère à une altitude allant jusqu’à 10.000 mètres, ce qui le rend très efficace dans les missions de reconnaissance à haute altitude et de frappe de précision,,,.
Selon le site spécialisé Army Recognition, l’acquisition du TB-001 reflète la coopération croissante du Maroc avec la Chine en matière de défense. Les Forces Armées Royales (FAR) ont déjà acquis divers systèmes de défense chinois, notamment les drones Wing Loong II, les systèmes de défense aérienne Sky Dragon 50, les lance-roquettes multiples AR2 et les systèmes antichars HJ-9A.
La défense aérienne marocaine est considérée comme moderne et sophistiquée, avec un Centre National de Défense aérienne (CNDA) qui centralise les données, une couverture radar performante et dernière génération, des avions de chasse bien équipés et enfin un système de liaisons avec un codage de haut niveau. Le Maroc explore aussi de nouvelles avenues pour renforcer sa défense aérienne, avec un intérêt particulier pour le système de missiles sol-air Akash-NG, développé par l’Inde. Ce système de missile de pointe capable d’intercepter des menaces aériennes rapides et agiles, est en mesure d’offrir une solution efficace face aux menaces aériennes modernes, telles que les drones et les missiles de croisière. Dans ce sens, une délégation militaire indienne a visité le Maroc pour présenter plusieurs technologies avancées, dont des chars Arjun et des drones de combat. Cependant, c’est le système Akash-NG qui semble retenir l’attention en raison de ses performances et de son coût relativement abordable. Ce missile, capable d’intercepter des cibles à plus de 70 kilomètres, se distingue par sa légèreté, sa rapidité et sa capacité à frapper directement, ce qui en fait une option séduisante pour le Maroc. Développé par la Defence Research and Development Organisation (DRDO) et produit par Bharat Dynamics Limited (BDL) et Bharat Electronics (BEL) pour l’armée de l’air indienne, l’Akash-NG est conçu pour détruire des cibles telles que les avions de chasse, les drones ou encore les missiles balistiques,,,,.
Aussi, Des modèles WanderB et ThunderB, assure Asher Fredman, le directeur pour Israël de l’Institut des accords d’Abraham pour la paix. Ces appareils sont principalement destinés à des missions de reconnaissance, de renseignement et de détection de cible.

## Équipement
Le Maroc dispose de 26 chasseurs F-5 Tiger totalement opérationnels, également modernisés. Deux escadrons sont basés à Meknès, avec toutefois des vocations différentes : l'escadron Boraq est plus orienté vers le soutien tactique, tandis que l'escadron Chahine s’attelle davantage à des missions d’interception d'avions ennemis, en soutien aux F-16 et F1.
À partir de 1980, 50 Mirage F1 sont réceptionnés par l'armée marocaine : 30 Mirage F1-CH, 14 Mirage F1-EH et 6 Mirage F1-EH-200 (avec perche de ravitaillement en vol). Dès leur réception, le Maroc engage ses appareils contre les forces du Front Polisario, durant la guerre du Sahara occidental. De 2006 à 2011, 27 appareils de toutes les versions sont modernisés au standard Astrac en vue de les conserver en service encore plusieurs années. Un appareil est perdu en 2015 lors d'un accident. En 2017, seuls 26 appareils étaient opérationnels au sein de l'aviation marocaine. Trois Mirages F1B ont été commandés pour l'entraînement. 13 Mirages F1, non modernisés, sont retirés du service ou cloués au sol.
En 2019, le Maroc a acquis 25 F-16 Viper et modernisé sa flotte du même modèle, selon un accord de 3,8 milliards de dollars. La même année, 36 hélicoptères de type AH-64E Apache ont également été sollicités pour renforcer l'armée de l'air.
En 2021, le Maroc compte acquérir 24 hélicoptères Bell-412 EPI pour remplacer sa flotte de Bell 205, 206 et 212. Le Maroc compte acheter environ 8 hélicoptères Caracal H225M.
Toujours en 2021, les Émirats arabes unis souhaitent transférer leurs Mirage 2000-9 au Maroc après les avoir remplacés par des Rafales plus récents. 
Une délégation des Forces armées royales s’est rendue au siège de la société Turkish Aerospace Industries, basée à Ankara, pour négocier l’achat des hélicoptères d’attaque T-129. 
Le Maroc est devenu ces dernières années l’un des principaux clients de l’industrie de défense turque. 13 Bayraktar TB2 ont été achetés à Baykar pour 70 millions de dollars et le système de guerre électronique KORAL a été acheté à Aselsan pour 50,7 millions de dollars. Le Maroc a également signé un accord de 136 millions de dollars pour l'achat de véhicules blindés turcs Cobra-2. La direction de Rabat avait passé une commande d'achat d'Akıncı fin 2024. Les livraisons sont attendues cette année.
Le 5 mars 2025, le Maroc a reçoit ses premiers exemplaires de l'Apache AH-64E (6 exemplaires), l'un des hélicoptères de combat multirôle les plus avancés au monde, il sera suivi d'une seconde livraison de six autres unités. Cette première phase marque le début d'un programme d'acquisition plus vaste, le Maroc ayant commandé un total de 24 hélicoptères Apache AH-64E dans le cadre du programme « Foreign Military Sales » (FMS) du gouvernement américain. Le contrat, signé avec Boeing Defense, Space & Security, la division armement de l'avionneur américain, place le Maroc parmi les 17 pays ayant opté pour cet appareil. L'Apache AH-64E, déployé par l'armée américaine et d'autres forces alliées, est reconnu pour ses performances exceptionnelles sur divers théâtres d'opérations. Il se distingue par sa puissance de feu, sa robustesse et sa polyvalence, des caractéristiques qui renforceront significativement les capacités de projection des Forces royales air du Royaume.

### Aéronefs
En 2024, les aéronefs en service sont :
| Aéronefs                            | Origine                    | Type                                                                                 | En service                                                   | Versions                                                                                   | Notes | Images          |
| Avion de chasse                     | Avion de chasse            | Avion de chasse                                                                      | Avion de chasse                                              | Avion de chasse                                                                            | Avion de chasse | Avion de chasse |
| ----------------------------------- | -------------------------- | ------------------------------------------------------------------------------------ | ------------------------------------------------------------ | ------------------------------------------------------------------------------------------ | --- | --------------- |
| Lockheed F-16 Fighting Falcon       | États-Unis                 | Avion multirôle                                                                      | 23 F-16 Block 52+ 25 F-16V Block 70/72 (livraison en cours ) | F-16 Blk.52+ ( en cours de modernisation au Blk.72 ) F-16 Blk.70/72 ( livraison en cours ) | 24 F-16 C/D Block 52+ commandés en 2012 . 24 F-16V Block 70/72 commandés en 2018 . Commencement de la livraison fin 2023 jusqu'à 2025 . Les 24 F-16 C/D sont en cours de modernisation vers les versions Viper block 70/72. |                 |
| Northrop F-5 Freedom Fighter        | États-Unis                 | Avion de chasse                                                                      | 25                                                           | F-5E Tiger III F-5F Tiger III                                                              | À partir de 1990, le Maroc reçut 12 F-5 E/F des Agressors de l'USAF, et un total de 24 F -5E furent mis au standard Tiger III. Il restait, en 2019, 22 F-5E et 4 F-5F.                                                      |                 |
| Dassault Mirage F1                  | France                     | Avion multirôle                                                                      | 15 / 11                                                      | F1-MF2000                                                                                  | Modernisés entre 2006 et 2011 au standard Astrac. En 2022. |                 |
| Mission spéciale                    |                            |                                                                                      |                                                              |                                                                                            | |                 |
| Dassault Falcon 20                  | France                     | Avion de surveillance (ELINT)                                                        | 2                                                            |                                                                                            | |                 |
| Avion ravitailleur                  |                            |                                                                                      |                                                              |                                                                                            | |                 |
| Lockeed KC-130 Hercules             | États-Unis                 | Avion ravitailleur                                                                   | 2                                                            | KC-130H                                                                                    | |                 |
| Avion de transport                  |                            |                                                                                      |                                                              |                                                                                            | |                 |
| Lockheed C-130 Hercules             | États-Unis                 | Avion de transport tactique, reconnaissance, guerre électronique                     | 14                                                           | C-130H                                                                                     | |                 |
| Beechcraft King Air                 | États-Unis                 | Avion de transport utilitaire                                                        | 4 7                                                          | King Air 100 (entraînement) King Air 200/300/350                                           | |                 |
| CASA CN-235                         | Espagne/ Indonésie         | Avion de transport                                                                   | 6                                                            |                                                                                            | Dont 1 pour le gouvernement (CN-AMG) |                 |
| Alenia C-27J Spartan                | Italie                     | Avion de transport tactique                                                          | 4                                                            | C-27J                                                                                      | |                 |
| Avion d'entraînement                |                            |                                                                                      |                                                              |                                                                                            | |                 |
| Beechcraft T-6 Texan II             | États-Unis                 | Avion d'entraînement                                                                 | 24                                                           | T-6C                                                                                       | |                 |
| Dassault Dornier Alpha Jet          | - France - Allemagne       | Avion d'entraînement avancé et d'attaque légère au sol                               | 22                                                           |                                                                                            | |                 |
| Mudry CAP 232                       | France                     | Avion d'entraînement & d'acrobatie aérienne                                          | 7                                                            |                                                                                            | Patrouille de la Marche verte |                 |
| Mudry Cap 10                        | France                     | Avion d'entraînement & d'acrobatie aérienne                                          | 2                                                            |                                                                                            | Patrouille de la Marche verte |                 |
| Avion bombardier d'eau              |                            |                                                                                      |                                                              |                                                                                            | |                 |
| Canadair CL-415                     | Canada                     | Avion amphibie de lutte contre les feux de forêts et de recherches-sauvetages en mer | 5                                                            | CL-415                                                                                     | [ 23 ] |                 |
| Canadair CL-215                     | Canada                     | Avion amphibie de lutte contre les feux de forêts                                    | 1(+2)                                                        | CL-415EAF                                                                                  | Le Maroc a fait l'acquisition en septembre 2021 de trois CL-215, ils sont revenus chez Viking Air pour une profonde modernisation au standard CL-415EAF, avant d'être livrés au Maroc,.                                     |                 |
| Hélicoptère                         |                            |                                                                                      |                                                              |                                                                                            | |                 |
| AH-64 Apache                        | États-Unis                 | Hélicoptère de combat                                                                | 24+12                                                        | AH-64E Guardian                                                                            | L'administration américaine approuve en 2020 la vente de 24 (+12 en option) hélicoptère d'attaque AH-64E Apache au Maroc. Les six premiers sont livrés le 5 mars 2025, les options n'ont pas étaient levés à cette date.    | [ 28 ]          |
| Sud-Aviation SA330 Puma             | France                     | Hélicoptère de transport                                                             | 26                                                           |                                                                                            | |                 |
| Sud-Aviation SA342 Gazelle          | France                     | Hélicoptère de reconnaissance et de combat                                           | 23                                                           | SA342L Gazelle HOT SA342L Gazelle Canon                                                    | |                 |
| EC135                               | Union européenne           | Hélicoptère utilitaire                                                               | 12                                                           | H-135                                                                                      | |                 |
| Bell 206                            | États-Unis                 | Hélicoptère utilitaire                                                               | 6                                                            | AB-206                                                                                     | |                 |
| Bell 205                            | États-Unis                 | Hélicoptère utilitaire                                                               | 5                                                            | AB-205A                                                                                    | |                 |
| Boeing CH-47 Chinook                | États-Unis                 | Hélicoptère de transport lourd                                                       | 3                                                            | CH-47D Chinook                                                                             | acquis d'occasion en septembre 2015 |                 |
| Bell 212                            | États-Unis                 | Hélicoptère utilitaire                                                               | 3                                                            | AB-212                                                                                     | |                 |
| Drone                               |                            |                                                                                      |                                                              |                                                                                            | |                 |
| Bayraktar TB2                       | Turquie                    | Drone MALE                                                                           | 36                                                           |                                                                                            | Commandés en avril 2021, premières livraisons prévues en 2022Utilisé pour l'élimination des défenses anti aériennes |                 |
| IAI Heron                           | Israël                     | Drone MALE                                                                           | 6                                                            |                                                                                            | |                 |
| Hermes 900                          | Israël                     | Drone de combat                                                                      | 5                                                            |                                                                                            | |                 |
| General Atomics MQ-9 Sea Guardian   | États-Unis                 | Drone de combat                                                                      | 4                                                            |                                                                                            | 4 en commande (En attente d être approuvé par le congrès américain). |                 |
| General Atomics MQ-1 Predator       | États-Unis                 | Drone de combat                                                                      | 4                                                            |                                                                                            | |                 |
| Baykar Bayraktar Akıncı             | Turquie                    | Drone HALE                                                                           | N/C                                                          |                                                                                            | |                 |
| Wing Loong                          | Chine                      | Drone Male                                                                           | N/C                                                          |                                                                                            | Offert au Maroc en 2020 par les Émirats arabes unis |                 |
| Wing Loong II                       | Chine                      | Drone de reconnaissance et d'attaque                                                 | N/C                                                          |                                                                                            | |                 |
| EADS Harfang                        | Israël                     | Drone Male                                                                           | 3                                                            |                                                                                            | |                 |
| WanderB / ThunderB                  | Israël                     | drone de reconnaissance                                                              | 150+150                                                      |                                                                                            | |                 |
| IAI Harop                           | - Israël - Maroc           | drone kamikaze                                                                       | N/C                                                          |                                                                                            | Commande en cours pour 22 millions de dollars. |                 |
| BAE Systems SkyEye                  | - États-Unis - Royaume-Uni | Drone de reconnaissance                                                              | N/C                                                          |                                                                                            | |                 |
| MA-1                                | Maroc                      | Drone de reconnaissance                                                              | N/C                                                          |                                                                                            | |                 |
| Transport du roi et du gouvernement |                            |                                                                                      |                                                              |                                                                                            | |                 |
| Cessna Citation Excel               | États-Unis                 | Avion de transport VIP                                                               | 4                                                            |                                                                                            | |                 |
| Dassault Falcon 10                  | France                     | Avion de transport VIP                                                               | 3                                                            |                                                                                            | CN-AMJ, CN-AMK, CN-AMR |                 |
| Boeing Business Jet                 | États-Unis                 | Avion de transport VIP                                                               | 2                                                            | B-737BBJ2                                                                                  | |                 |
| Boeing 747                          | États-Unis                 | Avion de transport VIP personnel du Souverain marocain Mohammed VI                   | 2                                                            | 747-8BBJ                                                                                   | CN-MBH |                 |
| Dassault Falcon 50                  | France                     | Avion de transport VIP                                                               | 1                                                            |                                                                                            | |                 |
| Gulfstream II                       | États-Unis                 | Avion de transport VIP                                                               | 1                                                            |                                                                                            | CN-ANL |                 |
| Gulfstream III                      | États-Unis                 | Avion de transport VIP                                                               | 1                                                            |                                                                                            | CN-ANU |                 |

### Satellites
| Nom                                 | Origine                             | Type                                    | Quantité                            | Photo                               | Remarques                                                                                              |
| Satellites de renseignement optique | Satellites de renseignement optique | Satellites de renseignement optique     | Satellites de renseignement optique | Satellites de renseignement optique | Satellites de renseignement optique                                                                    |
| ----------------------------------- | ----------------------------------- | --------------------------------------- | ----------------------------------- | ----------------------------------- | --- |
| Ofek                                | Israël                              | Satellite de reconnaissance militaire   | 2                                   |                                     | Le Maroc a acheté 2 satellites de reconnaissance Ofeq à Israël en 2023                                 |
| Airbus Defense and Space Pléiades   | France                              | Satellite dual de renseignement optique | 2                                   |                                     | Le satellite A est lancé le 8 novembre 2017 et le satellite B le 21 novembre 2018 par un lanceur Vega. |

### Armements
| Missiles | Missiles |
| --- | -------- |
| MICAIR/EM, Matra R550 Magic II, AIM-9 J/M et AIM-9 X2 Sidewinder (air-air), AIM-120 C7 AMRAAM (air-air), AGM-158 JASSM. Les forces aériennes royales marocaines emploient à bord de leurs Mirage F1-2000, F5 TIII et Advanced F-16 notamment des missiles air-sol AASM,des missiles anti-radar AGM-88C HARM et JSOW 154 , DELILAH AGM-65G/H Maverick ainsi que des munitions intelligentes de type MAM, JDAM et Paveway. |          |

## Commandes et rénovations
En 2008, 24 F-16 C/D Block 52 + sont commandés pour un montant de 2,4 milliards $. La même année, quatre avions de transport Alenia C-27J Spartan sont commandés pour 130 M€.
En juin 2018, le Maroc commande 25 F-16 Block 70 Vipers monoplaces et prévoit la modification de 23 F-16 réceptionnés en 2012 à ce standard pour un budget de près de 3,8 milliards de dollars pour 2022.
En novembre 2019 le Maroc commande 24 hélicoptères d'attaque AH-64E (plus 12 en option) ainsi que plus de 600 missiles air-sol AGM-114 Hellfire. Le montant total est estimé à 4,25 milliards de dollars.

## Engagements
Dans les années 1980, le Maroc a utilisé ses Mirage F1 dans des missions d'appui contre les forces du Front Polisario, durant la guerre du Sahara occidental.
Depuis mars 2015 6 F-16 de l'armée marocaine sont engagés au Yémen dans le cadre de la lutte contre la rébellion Houthie durant la guerre civile yéménite. En mai 2015 un F16C immatriculé 8008 a été abattu par des rebelles Houthis yéménites, le pilote est mort.
En avril 2018 l'armée décide de les rapatrier au Maroc. Les raisons de ce retrait ne sont pas liées à un quelconque revirement d’alliance avec Ryad, mais plutôt, à la mobilisation des Forces armées royales (FAR) au Sahara Occidental, à la suite des tensions engendrées par la volonté du Polisario de s’installer durablement dans le triangle Mehaires-Tifariti-Bir Lahlou, à l’est du mur de défense marocain,.

## Accidents
Un avion Mirage F1 monomoteur des Forces Royales Air s'est écrasé lundi 17 août 2015 à 6 km au sud de la base aérienne de Sidi Slimane. Le pilote de l'avion, qui effectuait une mission d'entraînement, est sain et sauf car il a pu s'éjecter.
Le 26 juillet 2011, vers 10 h, près de l'aéroport de Guelmim, un C-130 des FRA s'écrase tuant les 72 passagers et 8 membres d'équipage à cause de mauvaises intempéries.
Le 21 janvier 2019, au lever du matin, un Mirage F1 des FRA s'écrase sur une prairie proche de Taounate, le pilote ayant cabré l'appareil pour éviter des habitations. Il s'éjectera quelques secondes avant l'impact. L'accident serait dû à un problème survenu au niveau moteur.

## Galerie

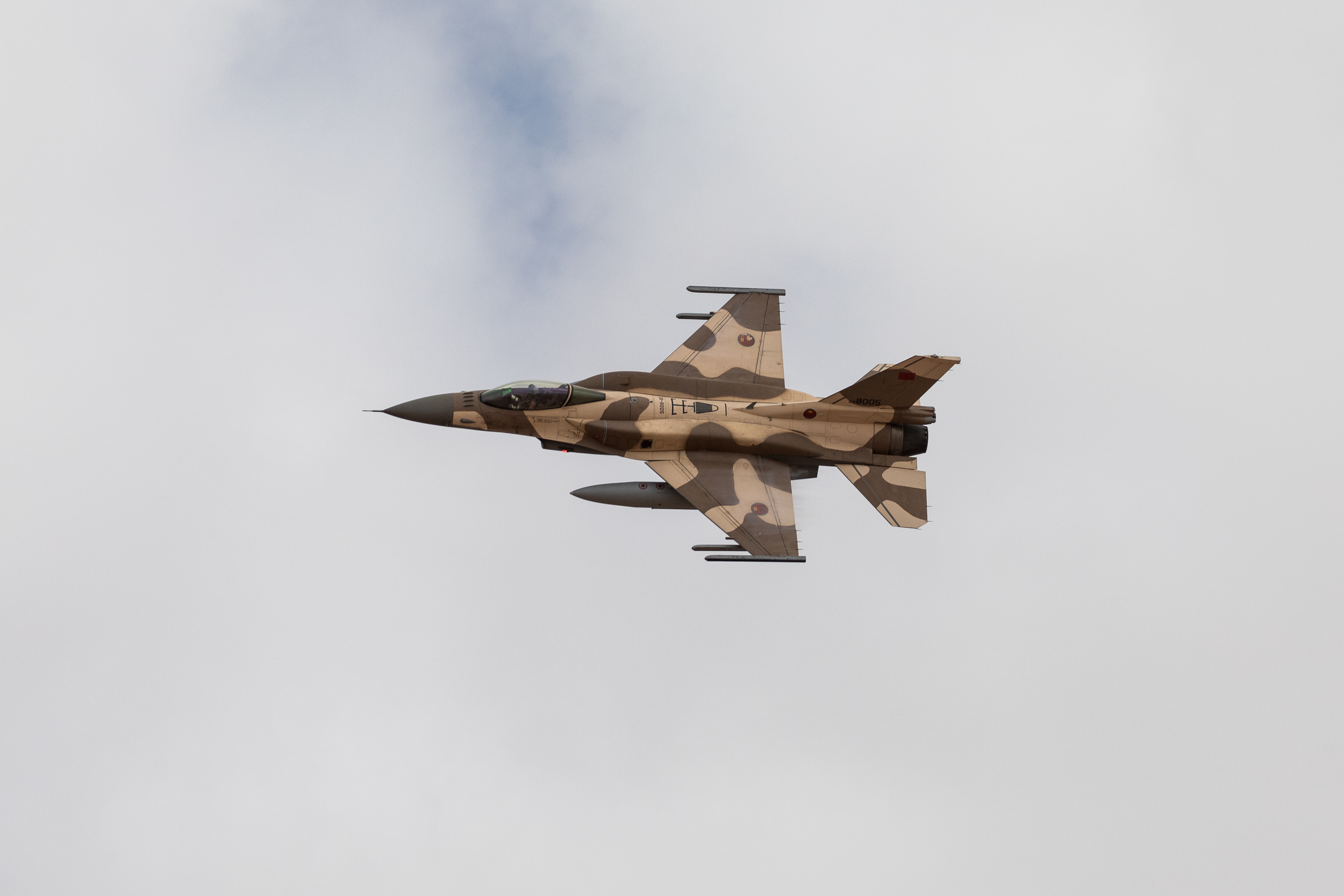
F-16C marocain
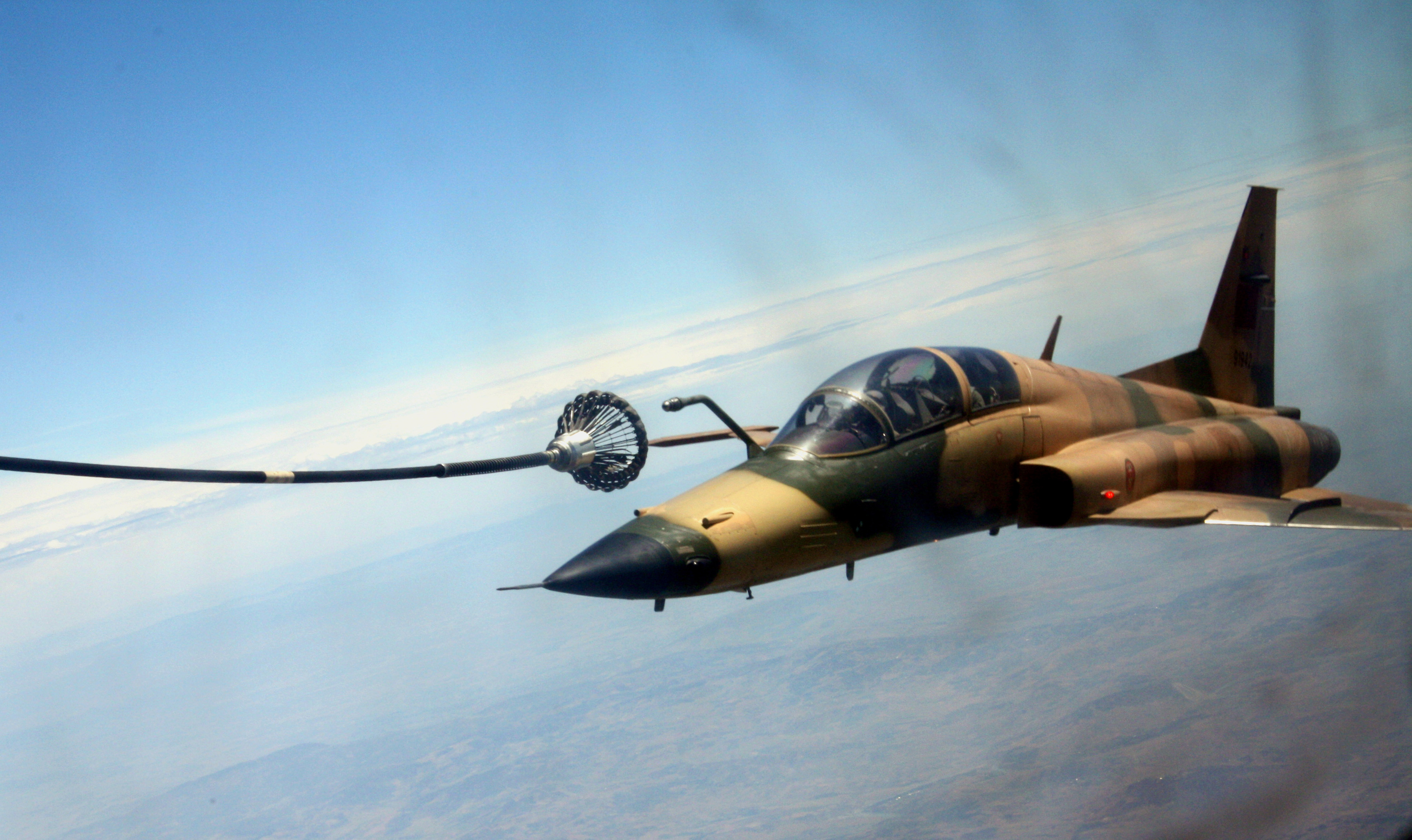
Un F-5 marocain se ravitaillant à un KC-130 du corps des marines des États-Unis (Marine Aerial Refueler Transport Squadron 234) durant l'exercice African Lion 2010.
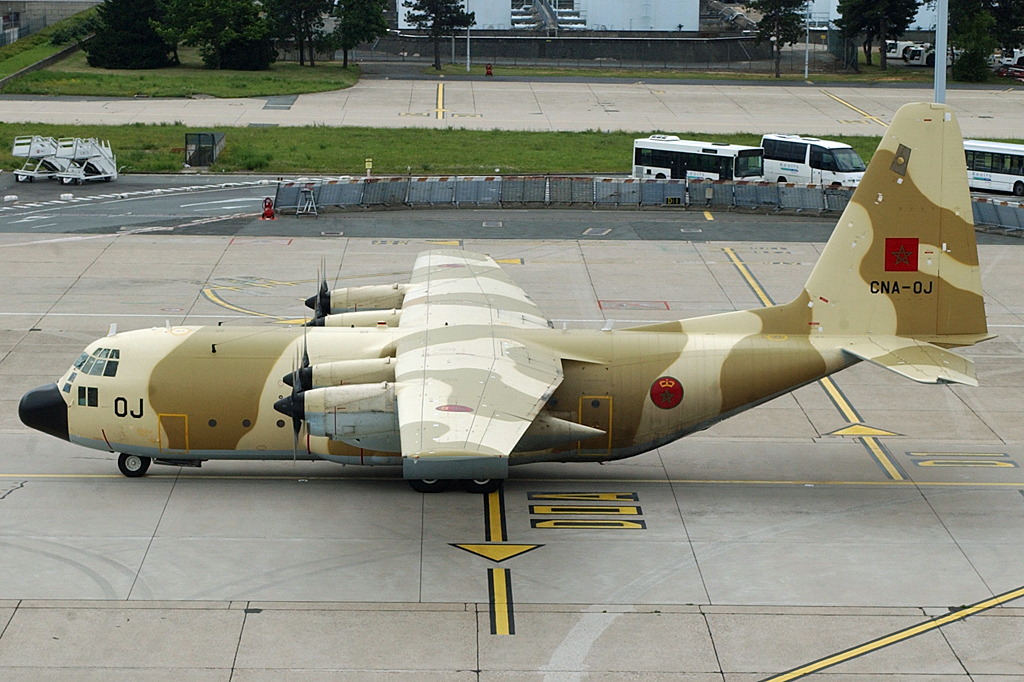
Un C-130H à l'aéroport de Paris-Orly en juin 2009.
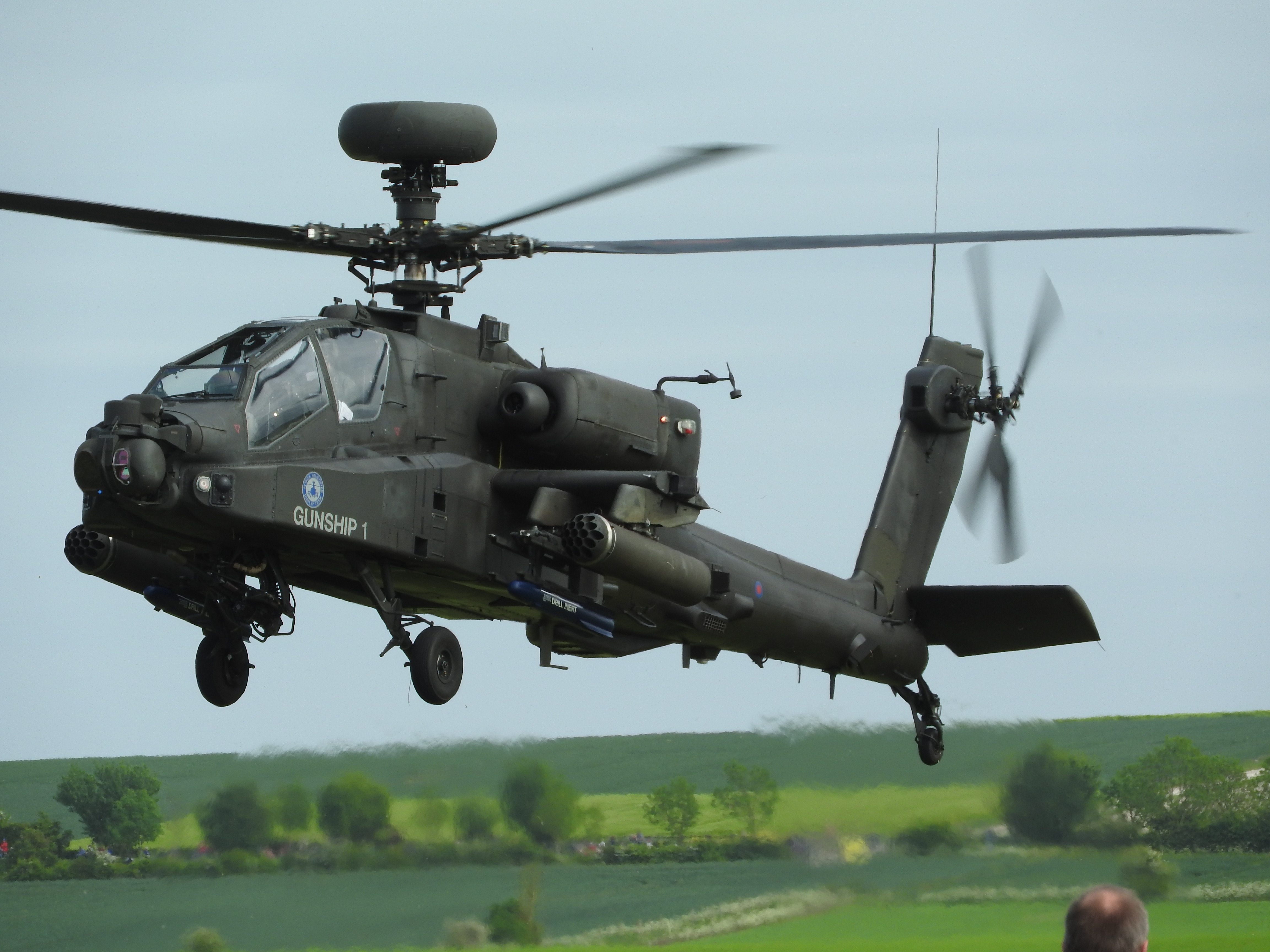
Apache américain, utilisé par l’armée de l’air marocaine et récemment livré

## Anciens appareils
| Appareil                  | Origine                                       | Type                                | Version   | Nombre       | Date d'entrée en service | Date de retrait | Photos |
| ------------------------- | --------------------------------------------- | ----------------------------------- | --------- | ------------ | ------------------------ | --------------- | ------ |
| Mikoyan-Gourevitch MiG-17 | Union des républiques socialistes soviétiques | Chasseur                            | MiG-17F   | Inconnu      | 1961                     | ?               |        |
| Mikoyan-Gourevitch MiG-15 | Union des républiques socialistes soviétiques | Chasseur                            | MiG-15UTI | 2            | 1961                     | ?               |        |
| Iliouchine Il-28          | Union des républiques socialistes soviétiques | Bombardier                          | ?         | Entre 2 et 4 | ?                        | ?               |        |
| Fouga CM-170 Magister     | France                                        | Avion d'entraînement/Attaque au sol | CM-170R   | Inconnu      | ?                        | ?               |        |

Cocarde des Forces royales air.